# Ali Aburumaila
Ali Mohammedareef Mohammedar  Aburumaila (ur. 1998) – palestyński zapaśnik walczący w stylu wolnym. Zajął 21.miejsce na mistrzostwach świata w 2022.
Piąty na mistrzostwach Azji w 2021, a także na igrzyskach solidarności islamskiej w 2021. Brązowy medalista mistrzostw arabskich w 2024 roku.